# Акатенанго (вулкан)
Акатенанго је стратовулкан у Гватемали, близу града Антигве. Има два врха, „Виши врх” („Pico Mayor”) и „Јепокапа” („Yepocapa”) (3.880 m н.в.), који је такође познат и као „Три сестре” („Tres Hermanas”). Акатенанго је повезан са вулканом Фуего, а заједно чине  комплекс познат као „Ла Оркета” („La Horqueta”).
Масив Фуего-Акатенанго обухвата низ од пет или више вулканских отвора дуж правца север-југ, који је окомит на вулкански лук Централне Америке у Гватемали. Од севера ка југу, познати центри вулканизма су „Древни Акатенанго”, „Јепокапа”, „Пико Мајор де Акатенанго”, „Месета” и „Фуего”. Вулканизам дуж овог тренда протеже се више од 200 000 година уназад. Иако су многи центри вулканизма били истовремено активни, постоји општа секвенца млађег вулканизма, од севера ка југу дуж тренда.